# Klaus Cichutek
Klaus Cichutek (* 26. Februar 1956 in Recklinghausen) ist ein deutscher Biochemiker. Er ist außerplanmäßiger Professor für Biochemie an der Johann Wolfgang Goethe-Universität in Frankfurt am Main und war von 2009 bis 2023 Präsident des Paul-Ehrlich-Instituts, Bundesinstitut für Impfstoffe und biomedizinische Arzneimittel.

## Leben
Klaus Cichutek wuchs in Oer-Erkenschwick auf. Von 1976 bis 1981 studierte er Chemie mit dem Hauptfach Biochemie. 1984 wurde er mit einer Dissertation im Fach Biochemie am Institut für Biochemie der Westfälischen Wilhelms-Universität in Münster promoviert. Von 1985 bis 1988 schloss sich ein Forschungsaufenthalt am Department of Molecular Biology and Virus Laboratory der University of California in Berkeley an, der in den ersten beiden Jahren durch ein Ausbildungsstipendium der Deutschen Forschungsgemeinschaft gefördert wurde.
Seit 1988 arbeitete Cichutek als Wissenschaftler am Paul-Ehrlich-Institut. 1992 erfolgte seine Habilitation und 1998 seine Ernennung zum außerplanmäßigen Professor im Fachbereich Biochemie, Chemie und Pharmazie der Goethe-Universität in Frankfurt am Main. Er war von 1988 bis 1994 Leiter der Forschungsgruppe Molekularbiologie und von 1994 bis 2011 Leiter der mit regulatorischen Aufgaben und Forschungsaufgaben im Bereich der Gen- und Zelltherapie betrauten Abteilung Medizinische Biotechnologie.
1999 übernahm Cichutek die Funktion des ständigen Vertreters des Präsidenten des Paul-Ehrlich-Instituts. Vom 31. Oktober 2001 bis zum 30. November 2009 war er Vizepräsident und vom 1. Dezember 2009 bis Ende 2023 war er Präsident des Paul-Ehrlich-Instituts.
Im Zeitraum von 2000 bis 2010 war Cichutek Vorsitzender der Kommission Somatische Gentherapie des Wissenschaftlichen Beirates der Bundesärztekammer. Von 2003 bis 2010 war er Vorsitzender der Gene Therapy Working Party (GTWP) des Ausschusses für Humanarzneimittel (Committee for Medicinal Products, CHMP) der Europäischen Arzneimittelagentur (EMA). Von 2004 bis 2010 war er Ko-Vorsitzender der ICH Gene Therapy Discussion Group der International Council for Harmonisation of Technical Requirements for Pharmaceuticals for Human Use.
Als Mitglied im Vorstand der European Society of Gene and Cell Therapy (ESGCT) war er von 2005 bis 2010 tätig. Ab 2010 war Cichutek Vorstandsmitglied der Arbeitsgemeinschaft der Ressortforschungseinrichtungen. Im Jahr 2012 wurde er Gründungsmitglied und PDU (Product Development Unit)-Koordinator des Deutschen Zentrums für Infektionsforschung (DZIF) und Mitglied des Loewe-Zentrums Zell- und Gentherapie in Frankfurt am Main.
Cichutek war von 2011 bis Februar 2014 Ko-Vorsitzender der Gruppe Benchmarking of European Medicines Agencies (BEMA) der Gruppe der Leiter der europäischen Arzneimittelbehörden (Heads of Medicines Agencies, HMA). Von März 2014 bis Februar 2018 war er Vorsitzender der HMA Management Group, in die er im Februar 2014 gewählt worden war.
Seit Juni 2012 ist er Mitglied des WHO Expert Advisory Panel on Biological Standardization, von dem er 2016 und 2017 zum Vorsitzenden gewählt wurde, und seit Februar 2014 ist er Mitglied des Product Development for Vaccines Advisory Committee (PD-VAC) der WHO. Cichutek ist Autor bzw. Koautor von mehr als 150 Publikationen in internationalen Wissenschaftsjournalen.
2024 wurde Cichutek von Bundespräsident Frank-Walter Steinmeier mit dem Bundesverdienstkreuz 1. Klasse ausgezeichnet.
Cichutek ist verheiratet und hat drei Kinder.

## Forschung
Zu Cichuteks Forschungsschwerpunkten zählen biomedizinische Arzneimittel (einschließlich Arzneimittel für neuartige Therapien und DNA/Vektorimpfstoffe), Gentherapie (hier u. a. virale Vektoren, Stammzellgentransfer) sowie Retrovirologie mit dem Schwerpunkt der HIV / SIV-Immunpathogenese und AIDS.
Nach Untersuchungen an Sarkomviren der Maus, die das zelluläre Krebsvorläufergen proto-ras tragen, untersuchte Klaus Cichutek die apathogen verlaufende Infektion der Afrikanischen Grünen Meerkatzen mit ihrem Simianen Immundefizienzvirus. Er wies anhand der Bildung von HIV-1-Varianten bei Menschen die initiale Infektion mit einem einzigen biologischen Virusklon nach. In der Gentherapie gelang ihm die Entwicklung einer Reihe von retroviralen Pseudotyp-Vektoren sowie retro- und lentiviralen Vektoren für den gezielten Gentransfer in ausgesuchte Zelltypen, sogenannte Zelltargeting-Vektoren. Er zeigte die Möglichkeit, menschliche Zellen im Labor und ausgewählte Zelltypen in vivo, d. h. im Körper von Mäusen, mit diesen Vektoren zu modifizieren. Dazu baute er Antikörperdomänen in die Vektorhülle ein, die bestimmte Oberflächenmoleküle auf Zellen erkennen, so dass die Vektoren ihre therapeutische Gene über diese Oberflächenmoleküle ins Erbgut der Körperzellen übertragen. In den letzten Jahren stand die Erforschung von Vektorimpfstoffen auf Basis des Masern-Impfvirus sowie die Erprobung von CAR-T-Zellen im Tiermodell im Vordergrund seiner Forschung.

## Schriften (Auswahl)
- A. Werner, M. Baier, K. Cichutek, R. Kurth: SIV grows unchanged in human cells. In: Nature, 1990 Mar 8, 344(6262), S. 113. doi:10.1038/344113a0
- K. Cichutek, H. Merget, S. Norley, R. Linde, W. Kreuz, M. Gahr, R. Kurth: Development of a quasispecies of human immunodeficiency virus type 1 in vivo. In: Proc Natl Acad Sci U S A., 1992 Aug 15, 89(16), S. 7365–7369. PMID 1502146
- K. Cichutek, S. Norley: Lack of immune suppression in SIV-infected natural hosts. AIDS. 1993; 7 Suppl 1, S. 25–35. Review. PMID 8395860
- M. Lang, I. Treinies, PH. Duesberg, R. Kurth, K. Cichutek: Development of transforming function during transduction of proto-ras into Harvey sarcoma virus. In: Proc Natl Acad Sci U S A., 1994 Jan 18, 91(2), S. 654–658. PMID 8290577
- BS. Schnierle, J. Stitz, V. Bosch, F. Nocken, H. Merget-Millitzer, M. Engelstädter, R. Kurth, B. Groner, K. Cichutek: Pseudotyping of murine leukemia virus with the envelope glycoproteins of HIV generates a retroviral vector with specificity of infection for CD4-expressing cells. In: Proc Natl Acad Sci U S A., 1997 Aug 5, 94(16), S. 8640–8645. PMID 9238030
- S. Wagener, MT. Dittmar, B. Beer, R. König, R. Plesker, S. Norley, R. Kurth, K. Cichutek: The U3 promoter and the nef gene of simian immunodeficiency virus (SIV) smmPBj1.9 do not confer acute pathogenicity upon SIVagm. In: J Virol., 1998 Apr, 72(4), S. 3446–3450. PMID 9525679
- CJ. Buchholz, J. Stitz, K. Cichutek: Retroviral cell targeting vectors. In: Curr Opin Mol Ther., 1999 Oct, 1(5), S. 613–621. Review. PMID 11249668
- JS. Robertson, K. Cichutek: European Union guidance on the quality, safety and efficacy of DNA vaccines and regulatory requirements. In: Dev Biol (Basel), 2000, 104, S. 53–56. PMID 11713824
- J. Stitz, MD. Mühlebach, U. Blömer, M. Scherr, M. Selbert, P. Wehner, S. Steidl, I. Schmitt, R. König, M. Schweizer, K. Cichutek: A novel lentivirus vector derived from apathogenic simian immunodeficiency virus. In: Virology, 2001 Dec 20; 291(2), S. 191–197. doi:10.1006/viro.2001.1183
- Y. Sun, M. Song, E. Jäger, C. Schwer, S. Stevanovic, S. Flindt, J. Karbach, XD. Nguyen, D. Schadendorf, K. Cichutek: Human CD4+ T lymphocytes recognize a vascular endothelial growth factor receptor-2-derived epitope in association with HLA-DR. In: Clin Cancer Res., 2008 Jul 1, 14(13), S. 4306–4315. doi:10.1158/1078-0432.CCR-07-4849.
- CJ. Buchholz, MD. Mühlebach, K. Cichutek: Lentiviral vectors with measles virus glycoproteins – dream team for gene transfer? In: Trends Biotechnol., 2009 May, 27(5), S. 259–265. doi:10.1016/j.tibtech.2009.02.002. Epub 2009 Mar 25. Review.
- MD. Mühlebach, M. Mateo, PL. Sinn, S. Prüfer, KM. Uhlig, VH. Leonard, CK. Navaratnarajah, M. Frenzke, XX. Wong, B. Sawatsky, S. Ramachandran, PB McCray Jr., K. Cichutek, V. von Messling, M. Lopez, R. Cattaneo: Adherens junction protein nectin-4 is the epithelial receptor for measles virus. In: Nature, 2011 Nov 2, 480(7378), S. 530–533. doi:10.1038/nature10639.
- L. Elmgren, X. Li, C. Wilson, R. Ball, J. Wang, K. Cichutek, M. Pfleiderer, A. Kato, M. Cavaleri, J. Southern, T. Jivapaisarnpong, P. Minor, E. Griffiths, Y. Sohn, D. Wood: A global regulatory science agenda for vaccines. In: Vaccine, 2013 Apr 18, 31 Suppl 2, S. B163-175. doi:10.1016/j.vaccine.2012.10.117. Review
- K. Friedrich, JR. Hanauer, S. Prüfer, RC. Münch, I. Völker, C. Filippis, C. Jost, KM. Hanschmann, R. Cattaneo, KW. Peng, A. Plückthun, CJ. Buchholz, K. Cichutek, MD. Mühlebach: DARPin-targeting of measles virus: unique bispecificity, effective oncolysis, and enhanced safety. In: Mol Ther., 2013 Apr, 21(4), S. 849–859. doi:10.1038/mt.2013.16. Epub 2013 Feb 5.
- J. Müller-Berghaus, P. Volkers, J. Scherer, K. Cichutek: Special considerations for the regulation of biological medicinal products in individualised medicine. More than stratified medicine. In: Bundesgesundheitsblatt Gesundheitsforschung Gesundheitsschutz, 2013 Nov, 56(11), S. 1538–1544. doi:10.1007/s00103-013-1826-y.
- AH. Malczyk, A. Kupke, S. Prüfer, VA. Scheuplein, S. Hutzler, D. Kreuz, T. Beissert, S. Bauer, S. Hubich-Rau, C. Tondera, HS. Eldin, J. Schmidt, J. Vergara-Alert, Y. Süzer, J. Seifried, Hanschmann KM, U. Kalinke, S. Herold, U. Sahin, K. Cichutek, Z. Waibler, M. Eickmann, S. Becker, MD. Mühlebach: A Highly Immunogenic and Protective Middle East Respiratory Syndrome Coronavirus Vaccine Based on a Recombinant Measles Virus Vaccine Platform. In: J Virol., 2015 Nov, 89(22), S. 11654–11667. doi:10.1128/JVI.01815-15. Epub 2015 Sep 9.
- JR. Hanauer, L. Gottschlich, D. Riehl, T. Rusch, V. Koch, K. Friedrich, S. Hutzler, S. Prüfer, T. Friedel, KM. Hanschmann, RC. Münch, C. Jost, A. Plückthun, K. Cichutek, CJ. Buchholz, MD. Mühlebach: Enhanced lysis by bispecific oncolytic measles viruses simultaneously using HER2/neu or EpCAM as target receptors. In: Mol Ther Oncolytics., 2016 Feb 24, 3, S. 16003. doi:10.1038/mto.2016.3 eCollection 2016.

## Gewerbliche Schutzrechte (Auswahl)
- Buchholz, Kneissl, Cichutek, Cattaneo: Pseudotyping of retroviral vectors, methods for production and use thereof for targeted gene transfer and high throughput screening, 2019, US10415057B2, https://assignment.uspto.gov/patent/index.html#/patent/search/resultFilter?searchInput=10415057
- Cichutek, Schweizer, Schüle, Kloke: Lentiviral vectors for gene transfer in quiescent (g0) cells, 2008, WO2008058752A2, https://worldwide.espacenet.com/publicationDetails/biblio?CC=WO&NR=2008058752A2&KC=A2&FT=D